# Jakow Modestowitsch Gakkel

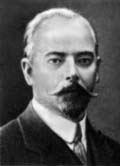
Jakow Modestowitsch Gakkel

Jakow Modestowitsch Gakkel (russisch Яков Модестович Гаккель; * 30. Apriljul. / 12. Mai 1874greg. in Irkutsk; † 12. Dezember 1945 in Leningrad) war ein russischer Gelehrter, Eisenbahningenieur und Flugzeugkonstrukteur. Zu seinen Werken gehörten unter anderem zahlreiche russische Flugzeugkonstruktionen der ersten Generation, die als die bedeutendsten Russlands bezeichnet worden sind.

## Leben

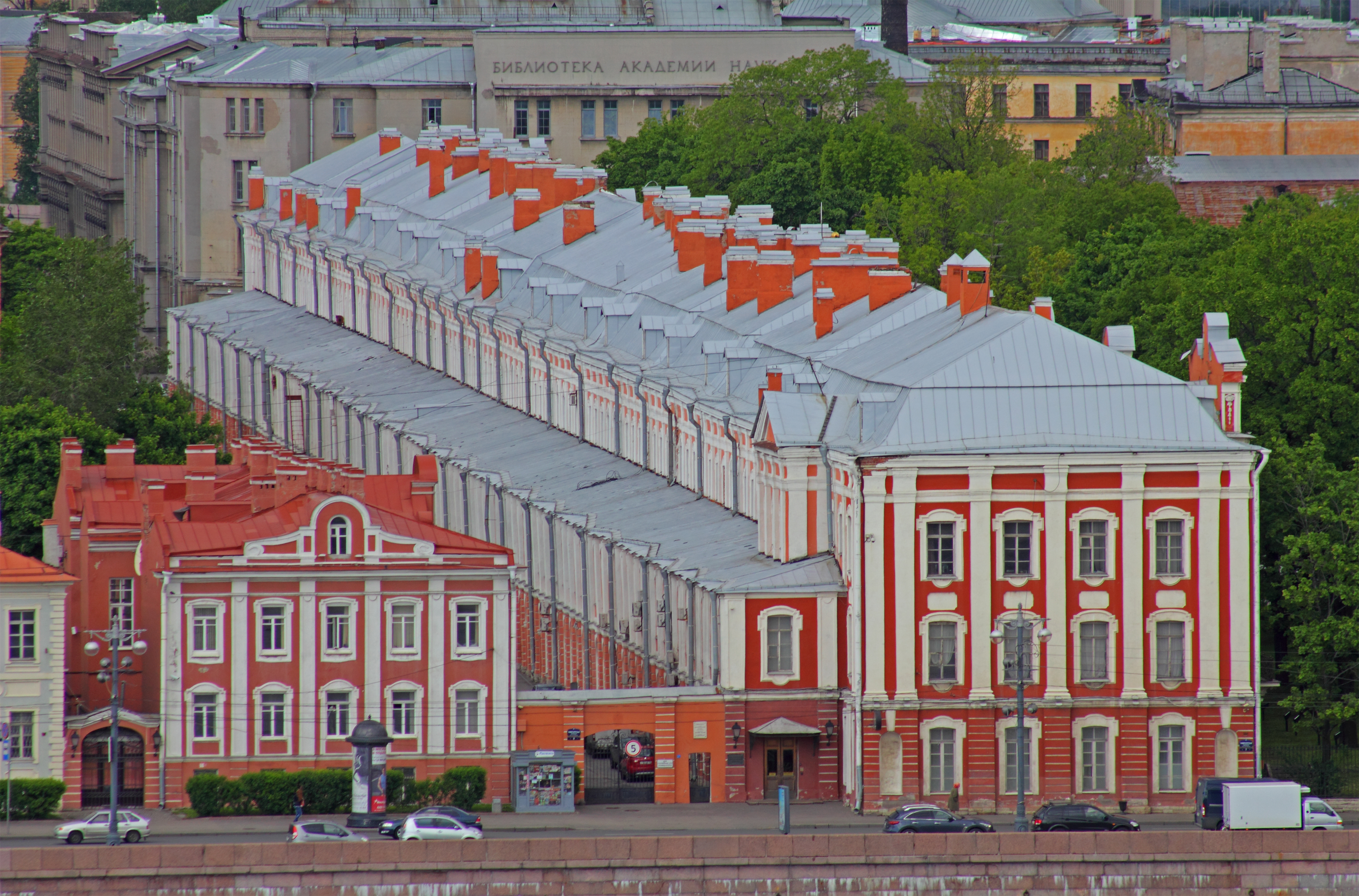
Das Leben J.M. Gakkels war eng mit der Universität in St. Petersburg verbunden

Jakow Modestowitsch Gakkel wurde am 12. Mai 1874 in Irkutsk geboren. Seine Eltern waren beim Militär angestellt. 1897 beendete er das Studium der Elektrotechnik an der Petersburger Universität in Sankt Petersburg, danach vollführte er seine erste Arbeit in Sibirien. Er arbeitete in der Nähe der Stadt Bodaibo. Er war beim Bau eines Wasserkraftwerkes beschäftigt und baute von diesem abgehend die erste Hochspannungsleitung in Russland.
1903 kehrte er nach Sankt Petersburg zurück und lehrte im dortigen Elektrotechnischen Institut. Gleichzeitig wirkte er an der Projektierung und dem Bau der Straßenbahn Sankt Petersburgs mit. Nach Beendigung der Arbeiten erhielt er von den Aktionären der Gesellschaft Westinghouse Electric 1909 einen Preis, und er begann mit der Konstruktion seines ersten Flugzeuges mit dem Namen Gakkel-I. Gemeinsam mit Sergei Sergejewitsch Schtschetinin gründete er mit der Luftfahrtschule S. S. Schtschetinin das erste Luftfahrtunternehmen in Russland.
Insgesamt projektierte er bis 1924 15 Flugzeuge, 10 von ihnen wurden gebaut und 5 oder 6 davon unternahmen eigenständige Flüge. Die Flugzeuge waren unterschiedliche Konstruktionen. So gehörte das erste in Russland gebaute Flugboot dazu. Flugzeuge von Jakow Gakkel wurden auf zahlreichen Ausstellungen gezeigt, sie stellten zahlreiche Rekorde auf, doch es kam zu keiner großen Serienfertigung. Das Ausbleiben von Bestellungen zwang Gakkel, sich aus dem Flugzeuggeschäft zurückzuziehen, obwohl er sich auch später weiterhin mit Flugzeugkonstruktionen beschäftigte. Die von ihm vorgeschlagenen Projekte konnten auch nach 1920 noch nicht verwirklicht werden. Schuld waren die Auswirkungen der Oktoberrevolution. Seit 1921 war er Professor an dem Elektrotechnischen Institut der nun Leningrad genannten Stadt.
Darum befasste sich Jakow Gakkel mit dem Bau von Diesellokomotiven und am 5. August 1924 wurde auf dem Gelände des Baltischen Werkes Leningrad mit der Щэл1 die erste in der UdSSR gebaute Diesellok fertiggestellt. An der Entwicklung beteiligt waren Alexander Rajewski und Nikolai Schtschukin. 1934 konstruierte Jakow Gakkel einen Dampftraktor. Die Dampfmaschine für dieses Fahrzeug wurde in einigen Dampfschiffen verwendet.
Ab 1936 arbeitete Jakow Gakkel in der Eisenbahnabteilung der Universität Leningrad als Ingenieur für Eisenbahn-Transport.
Er ist Autor zahlreicher Publikationen und Urheber einiger Erfindungen.
Gakkel starb am 12. Dezember 1945 in Leningrad und wurde auf dem Leningrader Friedhof Literatorskije Mostki begraben.

## Familie
Jakow Gakkel war verheiratet mit Olga Glebowna Gakkel, geborene Uspenskaja. Deren Kinder waren Jakow Jakowlewitsch Gakkel (1901–1965), ein Hydrologe und Ozeanograph und die Tochter Ekaterina Jakowlewna Gakkel (1903–1984). Sie war eine der ersten Frauen, die den Titel eines Professors an der Universität Leningrad erreichten. Sie war spezialisiert auf die Automatisierung von Lokomotiven und hat umfangreich über die Konstruktion von Lokomotiven publiziert.

## Werke
Jakow Gakkel hinterließ eine große Anzahl von Werken und Konstruktionen auf den verschiedensten Technikgebieten.

### Flugzeugbau

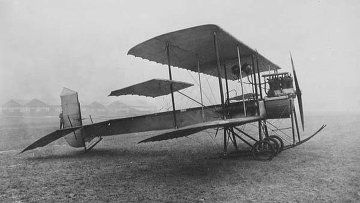
Flugzeug Gakkel-VII

Der Doppeldecker Gakkel-III mit einem luftgekühlten Motor von 35 PS Leistung stammte aus dem Jahr 1910. Er absolvierte einen beglaubigten 200-m-Flug und war eines der ersten Flugzeuge aus russischer Produktion.
Der Doppeldecker Gakkel-IV besaß schon eine Motorleistung von 100 PS.
1911 erschien des Flugboot Gakkel-V. Ausgestellt wurde es auf der 1. Innerstaatlichen Luftfahrtausstellung 1910/1911 in St. Petersburg und erlangte dort die Silbermedaille. Geflogen ist diese Konstruktion nie.
Ebenfalls 1911 erschien das Flugzeug Gakkel-VII. Es besaß ein Gesamtgewicht von 504 kg. Angetrieben wurde es von einem 100 PS starken Motor. Im Juli 1911 stellte es einen Geschwindigkeitsrekord auf. So flog es mit dem Piloten Glew Wassiljewitsch Alexandrow auf der Strecke St. Petersburg – Zarskoje Selo und zurück mit einer Durchschnittsgeschwindigkeit von 92 km/h. Das zweite gebaute Exemplar dieses Modells errang auf der 2. Innerstaatlichen Luftfahrtausstellung in Moskau die Goldmedaille. Alexandrow stellte mit diesem Flugzeug auch den zu der Zeit in Russland gültigen nationalen Höhenrekord mit 1350 m auf.
Das 1912 erschienene Flugzeug Gakkel-IX war eines der ersten Eindecker der Welt.

### Eisenbahntechnik

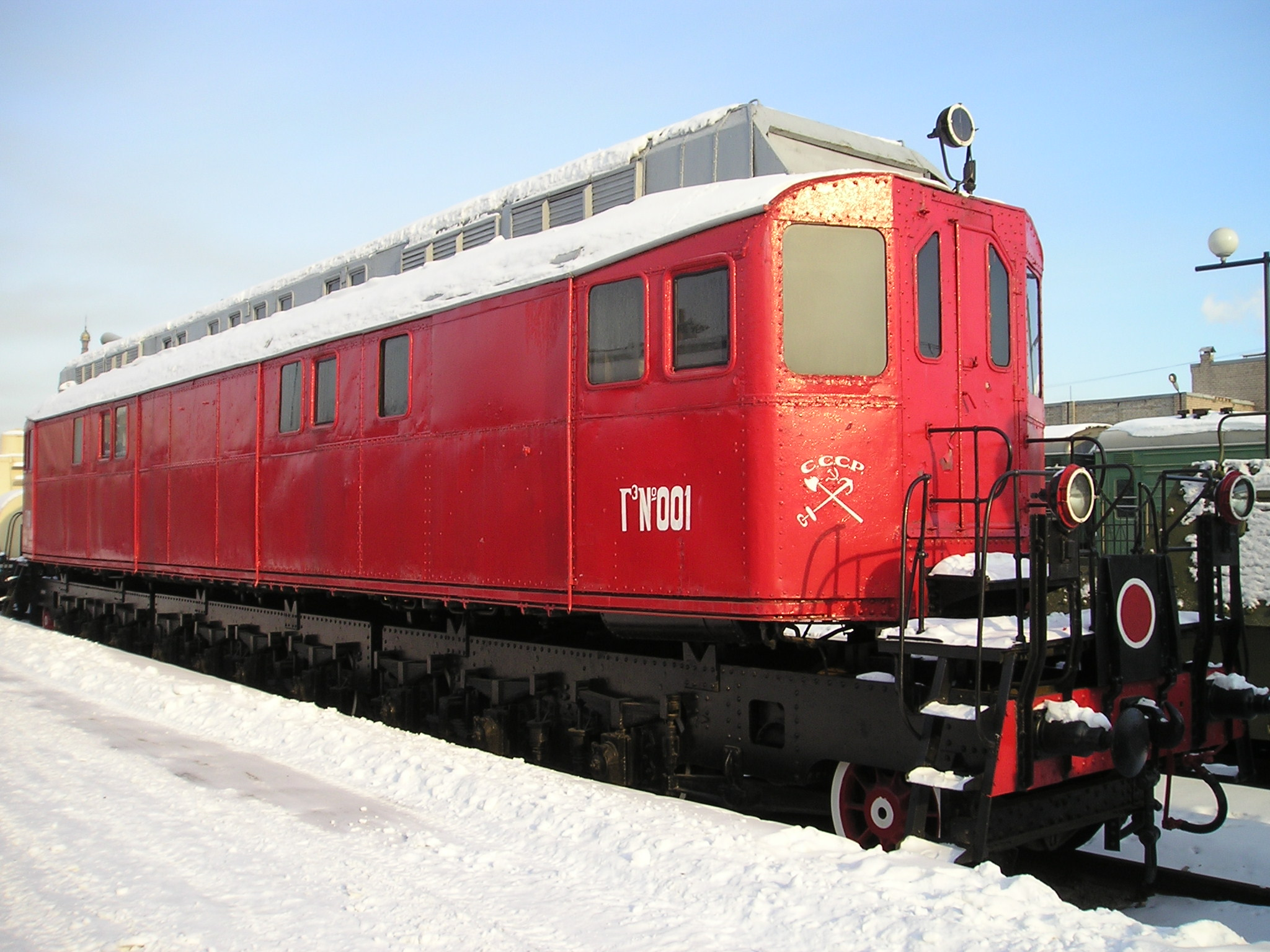
Diesellokomotive Щэл1, erbaut unter der Mitarbeit von Jakow Modestowitsch Gakkel

1924 erschien die Diesellokomotive Щэл1 unter Leitung von Jakow Gakkel. Sie war eine der ersten beiden in der UdSSR erschienenen Diesellokomotiven. Ebenso wird Jakow Gakkel die Mitarbeit an einem Triebwagen, bestehend aus zwei Einzelwagen, zugeschrieben. Dieses Fahrzeug soll die Bezeichnung AP–1 (russisch АП-1) getragen haben. In der Literatur sind keine Angaben über dieses Fahrzeug zu finden.

## Auszeichnungen und Titel
Seit 1921 war Jakow Gakkel Professor an der Leningrader Universität. Zu Zeiten der Sowjetunion bekam er einige staatliche Auszeichnungen verliehen. So wurde ihm 1940 der Orden Verdienter Vertreter von Wissenschaft und Technik verliehen, außerdem erhielt er einen Orden mit der Bezeichnung Rote Arbeitspersönlichkeiten von dem Zentralkomitee der KPdSU.

## Denkmäler
Nach Jakow Gakkel wurde in St. Petersburg eine Straße benannt; die Gakkelskaja Uliza. Im Institut für Eisenbahn bei der Petersburger Universität befindet sich ein Denkmal, das an die Wirkungsstätte des Schöpfers der ersten Flugzeuge und Diesellokomotiven in Russland bzw. der UdSSR erinnert.